# Throxenby
Throxenby är en ort i civil parish Newby and Scalby, i kommunen North Yorkshire, i grevskapet North Yorkshire, i England. Throxenby var en civil parish från 1866 till 1909 då den blev en del av Scalby. Civil parish hade 448 invånare år 1901.